# Schtzngrmm

Schützengraben beim Grabenkrieg im Ersten Weltkrieg

schtzngrmm ist ein Gedicht des österreichischen Lyrikers Ernst Jandl, dessen Entstehung auf den 19. April 1957 datiert ist. Es ist eines seiner ersten so genannten „Sprechgedichte“ und erschien in der Maiausgabe 1957 der Zeitschrift neue wege. Erst 1966 folgte in Jandls Gedichtband Laut und Luise die erste Buchpublikation. Beide Veröffentlichungen lösten jeweils einen Eklat aus.
Das Gedicht beruht auf dem einzigen Wort „Schützengraben“, das nach Entfernung aller Vokale und umgangssprachlicher Verschleifung zu schtzngrmm wird. Die Konsonanten setzen sich zu neuen Silben zusammen, die an Maschinengewehrsalven oder Granateneinschläge erinnern und ein lautmalerisches Bild des Grabenkriegs samt abschließendem Tod eines Soldaten zeichnen. schtzngrmm ist neben vater komm erzähl vom krieg eines der bekanntesten Gedichte Jandls über den Krieg und ein beliebtes Beispiel für Konkrete Poesie.

## Inhalt und Form
Ernst Jandl

schtzngrmm

Link zum Volltext des Gedichts

(Bitte Urheberrechte beachten)
Bereits der Titel liefert laut Walter Hinderer das inhaltliche und formale Programm des Gedichts: Das Wort „Schützengraben“ wird durch Reduktion der Vokale verändert und verfremdet. Dabei wird der zweite Wortteil durch die Aussprache im Dialekt – etwa in Jandls Wienerischem – verschliffen. Übrig bleibt das rein aus Konsonanten bestehende Sprachkonstrukt „schtzngrmm“. Dieses wird in seine Bestandteile zerlegt: in Zischlaute (sch, z), Verschlusslaute (t, g), Schwinglaute (r) und Nasale (m, n). Sie werden in den folgenden Zeilen ihrerseits zu neuen Mustern zusammengesetzt, wiederholt und variiert.
Das Ergebnis ist ein Lautgedicht, wobei Jandl selbst den Begriff „Sprechgedicht“ vorzog und in einer Vorbemerkung zum Erstabdruck erläuterte: „das sprechgedicht wird erst durch lautes lesen wirksam, länge und intensität der laute sind durch die schreibung fixiert.“ Die Gestaltungsmerkmale von schtzngrmm benannte er als „verhärtung des wortes durch entzug der vokale“ und „zerlegung des wortes und zusammenfügung seiner elemente zu neuen, ausdrucksstarken lautgruppen“. Der Text lässt sich der Konkreten Poesie zuordnen, da – wie Dieter Kessler ausführt – „er nur seine eigenen materialen Möglichkeiten benutzt, von denen die akustische Komponente akzentuiert ist; auch bedeutungsmäßig bricht er nirgendwo aus.“
Der Hörer kann das Gedicht sowohl als eine Abfolge von Geräuschen aufnehmen, er kann die Einzelteile aber auch wieder durch Hinzufügen von Vokalen semantisch ergänzen. So lässt sich das Element „grm“ erweitern auf den im Dialekt ausgesprochen „Graben“, den „Grimm“ oder die „Gram“. Aus „schtzn“ kann „Schützen“ oder „schätzen“ gebildet werden, aus „scht“ der Fluch „Schiet“. Die Laute können aber auch allesamt als Lautmalerei, als mimetische Umsetzung des Grabenkriegs aufgefasst werden, etwa die Folge „t-t-t-t“ ebenso wie das sich steigernde „grrt“ als Rattern eines Maschinengewehrs. Während Dieter Hoffmann im „grrrmmmm“ das Geräusch eines fahrenden Panzers vernimmt, in den späteren Variationen dessen stotternden Motor, hört Hans Helmut Hiebel den Einschlag eines Geschosses, die Kombination „tzngrmm“ bildet für ihn einen Schuss samt folgendem Einschlag. Die Zischlaute „s---------c---------h“ und „tssssssssssssss“ erinnern an das Zischen der Zündschnur einer Granate oder vorbeifliegende Geschosse, die Doppelsilbe „schtzn“ an das Zünden und den Rückstoß einer Kanone oder Haubitze. Am Ende des Gedichts klingen im fünfmaligen „scht“ vorbeifliegende Kugeln an. Es folgt mit „grrrrrrrrrrrrrrrrrrrrrrrrrrrr“ die längste Zeile des Gedichts, das abermalige Rattern eines MG, das dieses Mal nicht auf t endet, und dadurch in einer Art Enjambement auf das abschließende „t-tt“ überführt. Hiebels Deutung ist, dass der erste Schuss „t-“ ein weiteres Mal verfehlt, während der letzte Schuss trifft: „tt“. Nahe liegt die Ergänzung durch den Vokal „o“: „tott“ oder „tot“. Als Resultat, auf das die Feuerwaffen und Geschütze die ganze Zeit hindurch gezielt haben, ergibt sich der Tod. Bereits visuell gemahnen die Buchstaben „t“ – in Kleinschrift wie das übrige Gedicht – an die Kreuze auf den Gräbern gefallener Soldaten.
Der Aufbau des Gedichts erinnert Walter Hinderer an ein Dramolett: Genau in der Mitte der 35 Zeilen befindet sich mit dem gedehnten „tssssssssssssss“ die Peripetie, am Ende im „t-tt“ der Tiefpunkt. Die ersten 17 Zeilen werden vom jeweils doppelt auftauchenden „schtzngrmm“ eingerahmt, das Zentrum bildet die dreifach identische Zeile „tzngrmm“. Auch im zweiten Teil steht „tzngrmm“ in der Mitte, den Rahmen bildet hier das sich steigernde „grrt“. Stehen sich im ersten Teil des Gedichts die aus „schtzngrmm“ gebildeten Elemente und die rein lautmalerische Reihung „t-t-t-t“ noch in Konfrontation gegenüber, so verschmelzen sie im zweiten Teil und bilden mit „grrt“ und „scht“ neue Verbindungen. Das Trommelfeuer der Kriegslaute verstärkt sich nach der Mitte des Gedichts auf ein ausgedehntes „t-t-t-t-t-t-t-t-t-t“ und lässt vom Anfangsbegriff „schtzngrmm“ immer weniger erkennbare Überreste übrig. Mit der Pointe des abschließenden „t-tt“ endet das Gedicht für Hiebel in einem „explosiven Schlußakkord, einem ‚Knalleffekt‘“.
Der Text bildet laut Hermann Korte eine Sprech-Partitur, die ohne Anweisungen zu Intonation, Modulation, Lautstärke und Tempi verschiedenste Umsetzungsmöglichkeiten ermöglicht. Das Lautmaterial wird in eine visuelle Präsentation überführt und zu einer optischen Struktur geordnet. Jandl selbst bezeichnete diese Verbindung aus optischen und phonetischen Elementen als „visuelle Lippengedichte“. Bereits das Schriftbild macht – ähnlich wie in visueller Poesie – den Materialcharakter der Sprache bewusst. Für Peter Pabisch sind in schtzngrmm „die visuellen und phonetischen Komponenten noch gleichbedeutend“: Man müsse das Gedicht hören oder laut lesen, um den Sinn der Buchstabengebilde zu erfassen. „Man muß es aber auch sehen, um der sprachlich-architektonischen Anordnung der Buchstabenkonstellationen Aufmerksamkeit zu schenken, die den dichterischen Denkvorgang erhellt.“

## Interpretation

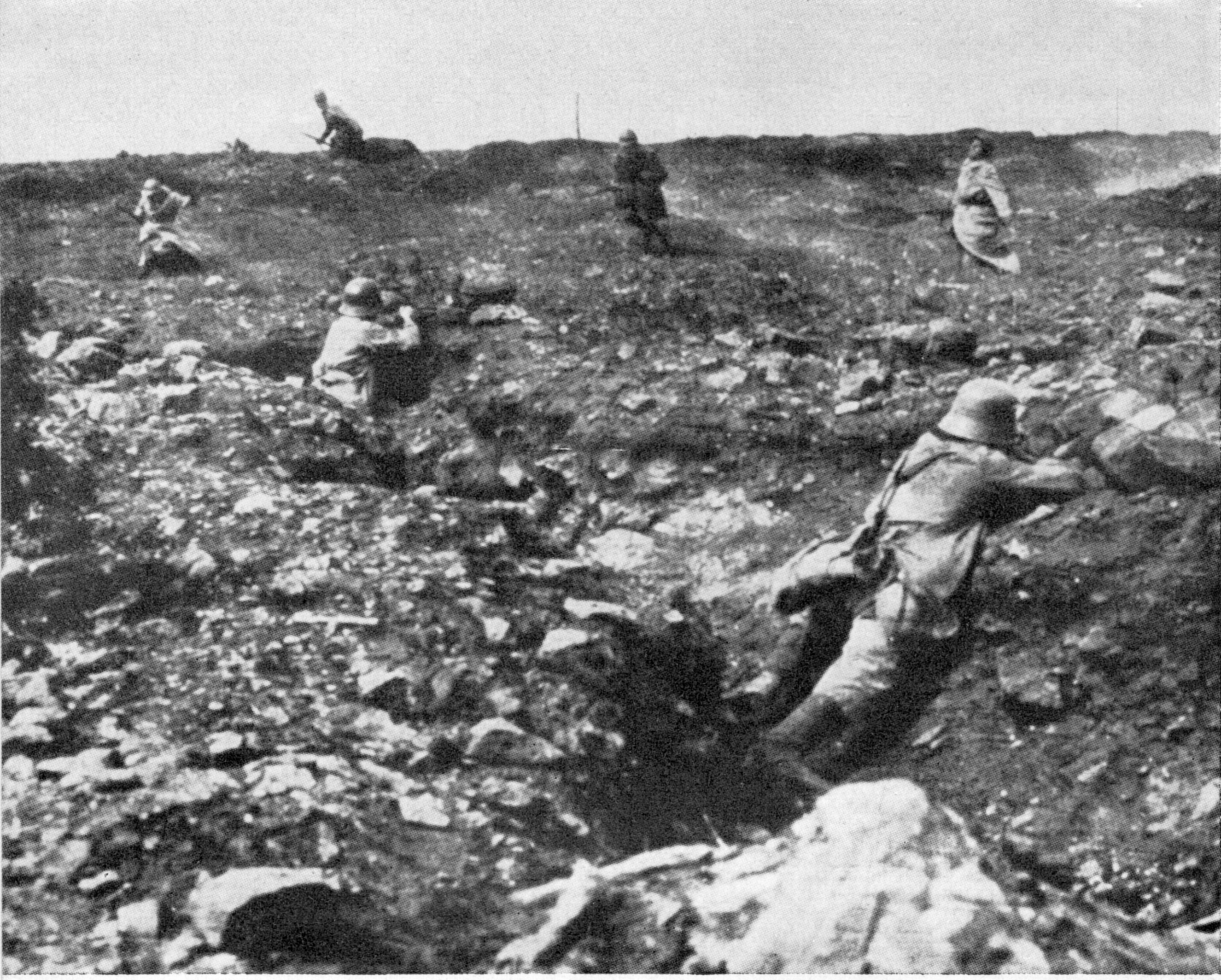
Materialschlacht im Ersten Weltkrieg

Laut Hans Helmut Hiebel kennt das Gedicht kein Subjekt, kein lyrisches Ich: „Es ist objektiv, indem es quasi subjektlos nur Objekte sprechen läßt: Die Waffen des Kriegs.“ Hermann Korte setzt hinzu: „Es dominiert die unerbittliche Gewalt der Kriegsmaschinerie als verselbständigtes, vernichtendes Geräuschgeschehen […] barbarisch im Detail und im Ganzen.“ Für Walter Hinderer verliert ein Wort wie „Schützengraben“ durch die Umsetzung in Laute jede Unverbindlichkeit und wird seinerseits zum Kriegsschauplatz. Peter Pabisch sieht das Wort „durch seine eigenen sprachlichen Bausteine vielleicht gelungener ausgeschöpft als in einer traditionellen Gedichtversion.“
Zum Thema Krieg lässt sich für Ernst Jandl „ein herausforderndes Gedicht nur schreiben, wenn das Gedicht sich nicht auf das Herausfordernde seines Themas verläßt, sondern als Gedicht selbst, ungeachtet des Themas, zu einer Herausforderung wird.“ Als Prinzipien eines Kriegsgedichts zählt er auf: „die Vermeidung des Reims – Krieg reimt auf Sieg; die Vermeidung des Gleichschritts eines regelmäßigen Metrums; die Vermeidung einer, wie man sagt, gehobenen Sprache (sie bewegen sich bäuchlings, auf Ellbogen und Knien ‚robbend‘ über das Schlachtfeld); die Vermeidung von jeglichem Glanz“. Zur Machart von schtzngrmm führt Jandl weiter aus: „Seinem Basiswort sind die Vokale entzogen, Vokale kommen im Gedicht nicht vor. Wenn Sie wollen: der Krieg singt nicht!“
Rolf Schneider erklärt das Fehlen der Vokale damit, „daß der Schützengraben ein Ort ist, wo sich Verluste ereignen.“ Für ihn gehört Jandls schtzngrmm zu jener Sorte Kriegsgedichte, die den Krieg weder bejubeln, noch ihn „bloß gut gemeint“ verurteilen, sondern „die betroffen machen können“. Auch für Walter Hinderer handelt es sich „um einen politischen Text im besten Sinne des Wortes, ein Antikriegsgedicht“. Demgegenüber stellt Dieter Kessler die Frage, ob das Gedicht einem Krieg gerecht werde und nicht zu stark ästhetisiere: „In letzter Konsequenz macht nämlich auch dieser Text mehr Spaß, als daß er Schrecken verbreiten könnte und vor Kriegen warnte.“ Wesentlich eindringlicher rege Jandls einfacher Sechszeiler vater komm erzähl vom krieg zum Nachdenken über den Krieg an.

## Entstehung, Veröffentlichung und Rezeption

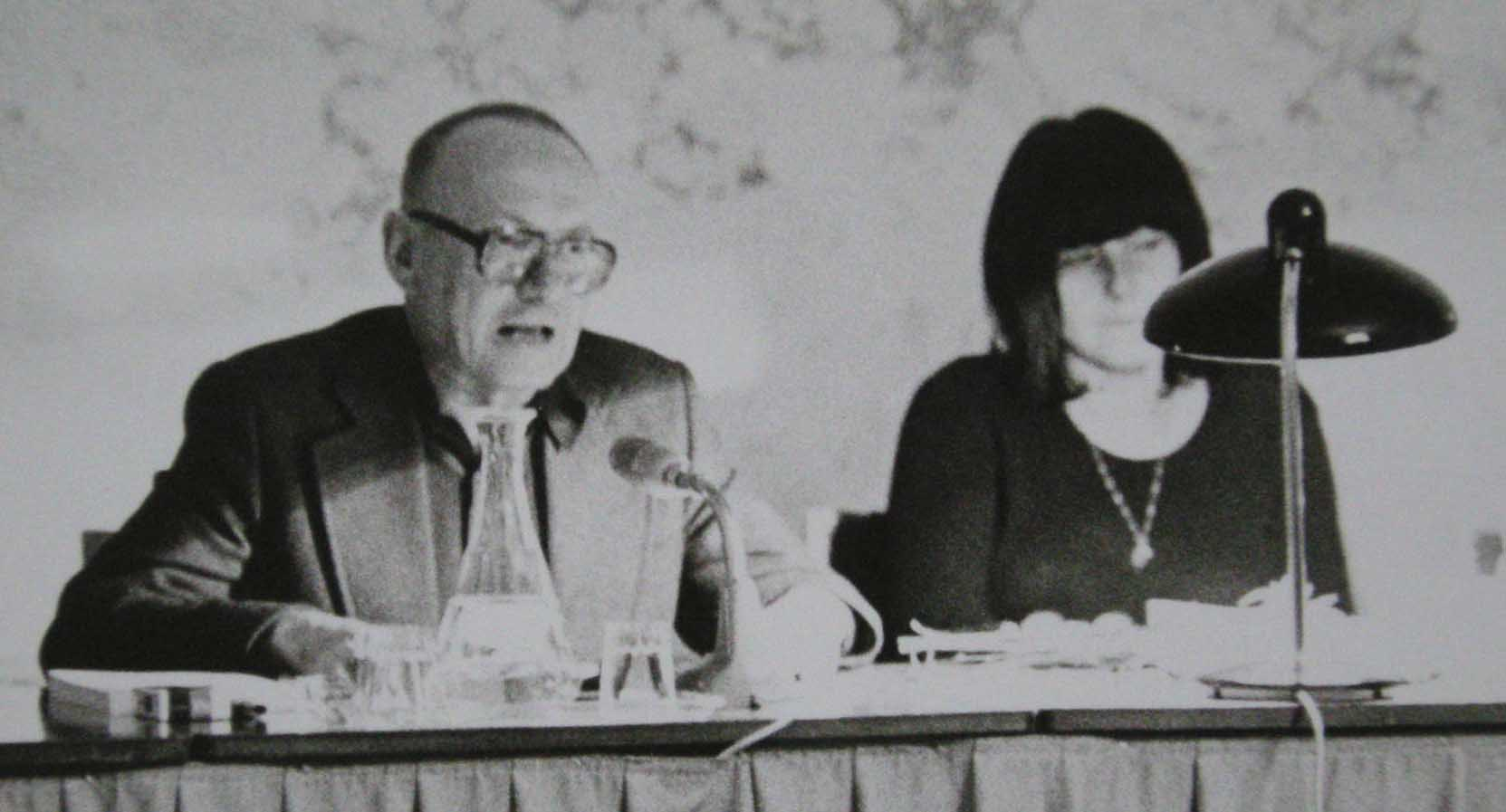
Ernst Jandl und Friederike Mayröcker anlässlich einer Lesung, Wien 1974

Das Jahr 1956 markierte für Jandls Werk nach eigenen Angaben einen „Wendepunkt“. Während er zuvor noch nicht in der Lage gewesen sei, ein Sprechgedicht in der Art von schtzngrmm zu schreiben, fand er mit der prosa aus der flüstergalerie eine neue Schreibmethode. Im Anschluss entstanden vor allem im produktiven Frühjahr 1957 eine Reihe von Arbeiten der experimentellen Literatur, unter ihnen auch schtzngrmm, dessen Entstehung auf den 19. April 1957 datiert ist.
Im Mai desselben Jahres trat Jandl mit diesen Arbeiten zum ersten Mal in die Öffentlichkeit und veröffentlichte neben schtzngrmm noch fünf weitere Gedichte in neue wege, einer unter Protektion des Unterrichtsministeriums an Schulen verteilten Zeitschrift des Wiener Theaters der Jugend. Die Veröffentlichung führte laut Klaus Siblewski zu einem „Entrüstungssturm, wie ihn keiner der anderen Autoren in Jandls Alter auch nur in Ansätzen ausgelöst hat und über sich ergehen lassen muß.“ Jandls Lyrik wurde als „kulturelle Provokation sondergleichen“ empfunden, noch verstärkt durch die Tatsache, dass Jandl in seinem Brotberuf als Deutschlehrer arbeitete, und er wurde als „Verderber der Jugend“ geschmäht.
Verschiedene Lehrerorganisationen, wie die Gewerkschaft der Lehrer und der Verein christlicher Mittelschullehrer, protestierten in ihren Organen gegen die Veröffentlichungen von Jandl, Gerhard Rühm und Ernst Kein. Für die Wiener Lehrerzeitung stand es „wahrhaft traurig, wenn es nicht gelänge, solchen Unsinn aus dem Schulbetrieb fernzuhalten.“ Erich Fitzbauer fragte in der Zeitschrift Der Mittelschullehrer und die Mittelschule, „ob lyrische Erzeugnisse solcher Art mit Literatur noch etwas gemein haben; mögen sie doch ihr armseliges Dasein fristen, sofern sich Verleger und Redaktionen finden, die Ähnliches drucken, und Leser, die an Geblödel oder graphisch fixiertem und zeilenweise geordnetem Gestammel Gefallen finden.“ Die Verteilung an Schüler sei jedoch eine „Verantwortungslosigkeit“, die einer „Verbildung und Verwilderung des ästhetischen Geschmacks Tür und Tor“ öffne und in ihrer Wirkung „nahe an das herankommt, was man als ‚Schmutz und Schund‘ seit Jahren mit Recht und Erfolg bekämpft.“ Auch realistische Autoren distanzierten sich von der ungewohnten Lyrik. Die Schulbehörden nahmen einen Aufstand wahr, der unterbunden werden musste. Der verantwortliche Literaturredakteur Friedrich Polakovics, der in Abwesenheit des erkrankten Chefredakteurs die provokante Maiausgabe gestaltet hatte, wurde entlassen. Auch für Jandl zeigte die Kampagne gegen seine Lyrik Folgen, und er fand auf Jahre hinaus keine Publikationsmöglichkeit mehr.
Als Otto F. Walter 1966 Jandls experimentelle Gedichte in einer limitierten Auflage von 1000 Exemplaren im Band Laut und Luise herausgab, unter ihnen in der Rubrik krieg und so auch schtzngrmm, wiederholte sich der Eklat. Walter wurde von den konservativen Aufsichtsräten des Walter Verlags entlassen und wechselte mit Jandl und sechzehn weiteren Autoren zum Luchterhand Literaturverlag, der seitdem Jandls Werke herausgibt. Der Band fand insgesamt eine deutlich positivere Kritik als die sprechgedichte neun Jahre zuvor, doch blieben gerade gegen schtzngrmm Vorbehalte. So fragte Helmut Salzinger: „Ob Buchstabenspiele der Erfahrung des Schützengrabens gerecht werden? Jandl scheint die Realität in erster Linie als sprachliches Phänomen zu erfahren, und das hat notwendig einen gewissen ästhetischen Immoralismus zur Folge.“ Und auch Karl Riha gab sich ratlos: „was macht man – Dada in Ehren – mit ‚schtzngrmm‘? In solchem Konsonantenknäuel gerät Jandls Sprachtalent auf felsiges Gelände, der extreme Punkt, an den das ‚Sprechgedicht‘ hier stößt, rechtfertigt sich als extremer Punkt: […] der Lippenbrecher hat sein Vergnügen an sich selbst.“
Ende des 20. Jahrhunderts war schtzngrmm laut Hermann Korte zu einem „Klassiker“ in Lesebüchern geworden und gehörte neben Gedichten wie ottos mops, lichtung oder vater komm erzähl vom krieg zu den am häufigsten in Schulbüchern und Lehrmaterialien abgedruckten Gedichten Jandls, wobei es den Höhepunkt seiner Verbreitung in den 1970er Jahren hatte. Dabei zählte das Gedicht für Korte auch zu den klassischen Werken der Konkreten Poesie. Während die Wirkung anderer Gedichte dieser Richtung gerne auf eine „geistreich-harmlose Sprachspielerei“ verengt worden sei, besitze schtzngrmm eine „politisch-widerständige Sperrigkeit“, die es zu einem der bekanntesten Anti-Kriegsgedichte der 1960er Jahre gemacht habe.

## Vertonungen
Der Komponist Johannes X. Schachtner übertrug die Lautmelodien des Gedichts auf die Trompete. Sie bilden das musikalische Grundgerüst seiner Komposition Etüde über das Gedicht Schtzngrmm für Solo-Trompete (2004). Auch der Jazz-Musiker Christian Muthspiel vertonte schtzngrmm als Teil seiner Soloperformance für und mit ernst (2008).

## Ausgaben
- Ernst Jandl: sprechgedichte. In: neue wege Nr. 123/1957, S. 11
- Ernst Jandl: Laut und Luise. Walter, Olten 1966, S. 47